# Guruló pokol
A Guruló pokol (angol nyelven: Hell on Wheels) játéktermek, tánctermek, szalonok és bordélyházak vándorló gyűjteménye volt, amely követte a Union Pacific vasútépítő munkások seregét nyugat felé, amikor az 1860-as években az Amerikai Egyesült Államokban az első transzkontinentális vasútvonalat építették. A nagyszámú, bérből élő fiatalember, aki a távoli vadonban, távol az otthoni kötöttségektől dolgozott, jövedelmező üzleti lehetőséget kínált. Ahogy a vonal vége folyamatosan nyugat felé haladt, a Guruló pokol is követte őket, újjáépülve minden egyes város szélén, amely viszont a Union Pacific építési munkálatainak központja lett.

## Etimológia
1869-ben a "Hell on Wheels" kifejezés használatát a jelenség leírására a Springfield, Massachusetts republikánus újságszerkesztője, Samuel Bowles dokumentálta.

## A populáris kultúrában
John Ford A tűzparipa (The Iron Horse, 1924) című némafilmje a Guruló pokol idealizált képét ábrázolta.
Az AMC televíziós drámasorozata, a Hell On Wheels eredetileg 2011 és 2016 között került adásba, és 1865 és 1869 között játszódott. A középpontjában az első transzkontinentális vasútvonal építését kísérő mozgó tábor áll, amely a Union Pacific társaság embereit, földmérőket, segédmunkásokat, munkásokat, prostituáltakat, egyházi alkalmazottakat és zsoldosokat foglalt magába.
A 2013-as A magányos lovas című Disney-film több jelenete röviden egy Hell on Wheels nevű bordélyházban játszódik.

## Egyéb használat
Az Egyesült Államok hadseregének 2. páncélos hadosztálya a második világháború alatt vette fel a "Hell on Wheels" becenevet.